# Jerry Adler (Schauspieler)
Jerry Adler (* 4. Februar 1929 in Brooklyn, New York) ist ein US-amerikanischer Theaterdirektor und -regisseur sowie Fernseh- und Filmschauspieler.

## Leben
Adler wurde am 4. Februar 1929 als Sohn von Pauline und Philip Adler geboren. Sein Vater war seinerzeit Leiter des Group Theatres in New York City. Jerry Adler wuchs in einem jüdischen Haushalt auf.
Adler begann 1951 seine Theater-Karriere als Inspizient bei Musicals wie Of Thee I Sing und My Fair Lady. Anschließend war er Produktionsleiter für Produktionen wie The Apple Tree , Black Comedy/White Lies, Dear World, Coco, 6 Rms Riv Vu, Annie und I Remember Mama. Sein Regie-Debüt feierte er 1974 mit der Sammy Cahn Revue Words and Music. 1976 führte er beim Revival von My Fair Lady Regie und erhielt dafür eine Nominierung für den Drama Desk Award. Außerdem führte er 1981 bei dem Musical The Little Prince and the Aviator Regie.
Als Fernsehschauspieler ist er einem breiteren Publikum vor allem durch seine Rolle als Herman „Hesh“ Rabkin in Die Sopranos (1999–2007) bekannt.
Vorher spielte er Rollen als Mr. Wicker in Verrückt nach dir (1992–1999) und als Lieutenant Al Teischler in Wer ist hier der Cop? (1995–1996). Adler hatte drei Auftritte als Alan Schulman in der von 1990 bis 1995 produzierten Fernsehserie Ausgerechnet Alaska. Zu seinen Kinorollen zählen In den Schuhen meiner Schwester (2005), Manhattan Murder Mystery (1993) und Der Reporter (1992).

## Filmografie (Auswahl)
- 1992: Der Reporter (The Public Eye)
- 1993: Manhattan Murder Mystery
- 1993–1998, 2019: Verrückt nach dir (Mad About You; Fernsehserie, 12 Folgen)
- 1994–1995: Ausgerechnet Alaska (Northern Exposure; Fernsehserie, 3 Folgen)
- 1995–1996: Wer ist hier der Cop? (Hudson Street; Fernsehserie, 22 Folgen)
- 1997–1998: Carol läßt nicht locker (Alright Already; Fernsehserie, 21 Folgen)
- 1999–2007: Die Sopranos (The Sopranos; Fernsehserie, 28 Folgen)
- 2001–2002: Raising Dad – Wer erzieht wen? (Raising Dad; Fernsehserie, 22 Folgen)
- 2005: In den Schuhen meiner Schwester (In Her Shoes)
- 2005: Couchgeflüster – Die erste therapeutische Liebeskomödie (Prime)
- 2006: Find Me Guilty – Der Mafiaprozess (Find Me Guilty)
- 2007–2011: Rescue Me (Fernsehserie, 34 Folgen)
- 2008: Synecdoche, New York
- 2011–2016: Good Wife (Fernsehserie, 30 Folgen)
- 2014: The Angriest Man in Brooklyn
- 2014: A Most Violent Year
- 2014: Mozart in the Jungle (Fernsehserie, 2 Folgen)
- 2017/2018: The Good Fight (Fernsehserie, 2 Folgen)
- 2017–2019: Transparent (Fernsehserie, 9 Folgen)
- 2019: Driveways
- 2019: Fair Market Value